# DAKARA
DAKARA（ダカラ）は、サントリーフーズから発売されている清涼飲料水（機能性飲料）の商品名であり、キャッチフレーズは「カラダ・バランス飲料」である。
元々は「脂肪分、糖分、塩分といった余分なものを排出させる」ことを売りとしたスポーツドリンクとして2000年に発売され、そのコンセプトを象徴するものとして小便小僧の登場するCMが流された。
2012年には適度なナトリウム補給を売りとした「GREEN DA・KA・RA」（グリーン ダカラ）が発売された。その後、「GREEN DA・KA・RA」からは「GREEN DA・KA・RA やさしい麦茶」以降野菜系飲料、果汁入り飲料、乳性飲料とカテゴリーを柔軟に横断して展開するブランドに発展したことでラインナップが増えた。
また、2022年には熱中症対策とした法人向けサービス「DAKARA給水所」が始まった。
本項では、派生製品または関連サービスについても解説する。

## 歴史

### スポーツドリンクとしての「DAKARA」
従来のスポーツドリンク同様にカルシウム、マグネシウム、カリウム、食物繊維などの摂取しづらい栄養素の「不足分を補充する」ことにも配慮されているが、それ以上に脂肪分、糖分、塩分といった「余分なものを排出させる」ことを強調したセールス手法が置かれているのが特徴である。
具体的にはイノシトールにより過剰な中性脂肪の蓄積を、アラビノースにより糖分の吸収を抑制するとしており、さらに砂糖ではなくブドウ糖や果糖、スクラロースを組み合わせて使うことでカロリーが抑えられている。また成分にはナトリウムを含まず、カリウムを配合することで過剰な塩分の排出を促すともしている。また、ほかの清涼飲料水ではほとんど見ることができない糖質と糖類が表記されている。
開発当初は「ポカリスエット」（大塚製薬）や「アクエリアス」（日本コカ・コーラ）といった既存のスポーツドリンクへの対抗商品として「もうひと頑張りできる働く男のスポーツドリンク」という製品コンセプトが2年間をかけて設定された。しかしその過程で詳細に調べていくうちにスポーツドリンクが飲まれるのはスポーツ後ではなくむしろ二日酔いの後や仕事の合間が多いこと、食生活の乱れが顕著であることなどからコンセプトが再設定され、さらに2年間を経て発売となった。
本製品は2000年の発売以来売り上げを伸ばし、ピーク時には3000万ケースを売り上げた。人気を受けて、他社からも「Chara」（アサヒ飲料）といった類似品が相次いだ。
2003年5月20日には九州熊本工場の竣工を記念し、280ml入りの「九州熊本工場竣工記念缶」を九州地区限定で発売。
2010年7月20日には初の派生製品として、カロリーゼロ設計の炭酸飲料「DAKARA ゼロ スパークリング」を発売。
2011年5月10日には、新たにビタミンB群（ビタミンB6とナイアシン）を配合し、「DAKARAフレッシュスタート」に商品名を変更。

### 「GREEN DA・KA・RA」の誕生、およびラインナップの拡充
やがて、地球温暖化による夏季の熱中症が社会問題化し、ナトリウムの欠乏も熱中症を誘発するため、「DAKARA」の売り上げも次第に落ちていった。顧客への聞き取りなどをもとに、2012年には適度なナトリウム補給を売りとした「GREEN DA・KA・RA」（グリーン ダカラ）が発売された。

### 2021年～2021年：熱中症対策飲料として
2021年、サントリーは法人専用商品「DAKARA PRO500ml」を発売した
2022年、サントリーは健康経営のサポートの一環として、熱中症対策を目的とした法人向けサービス「DAKARA給水所」を始めた。このサービスは先行して展開されていた「社長のおごり自販機」と同様のシステムが組まれている。また、同時期には「DAKARA PRO」のリニューアルを行った。

### 「デカラ」の誕生
2022年7月5日、デカビタCとのコラボレーション商品である「デカラ」がセブン＆アイホールディングス限定で発売された。この製品はと東京都内の温浴施設「楽天地スパ」にて、DAKARAとデカビタCを混ぜる飲み方が流行していたことがきっかけで生まれた。その後、この製品は2023年7月11日に全国で数量限定品として再発売された。

## 商品一覧
| 商品名                                      | 発売日        | 備考 |
| ------------------------------------------- | ------------- | --- |
| DAKARA                                      | 2000年3月14日 | 2011年5月10日のリニューアルに際しては、「DAKARAフレッシュスタート」に商品名を変更 |
| DAKARA ゼロ スパークリング                  | 2010年7月20日 | カロリーゼロ設計の炭酸飲料。初の派生製品でもある。 |
| DAKARA 塩と果実                             | 2014年6月24日 | 4種類の果汁（グレープフルーツ・白ぶどう・りんご・パインアップル）、ココナッツウォーター、ナトリウムを含む。 |
| 塩DAKARA ライチ&ヨーグルト味                | 2015年7月7日  | ライチと白ぶどうにヨーグルトを加えた飲料。 本品は冷凍でも飲用可能な設計で、ペットボトルが冷凍対応仕様となっている。 2017年 6月27日のリニューアルに際しては、商品名が「塩ダカラ ライチ&ヨーグルト味」に改名され、ミントエキスが新たに加えられた。 |
| DAKARA SPORTS（ダカラ スポーツ）            | 2018年4月17日 | 九州地区限定で発売。2Lペットボトルのみの設定である。 |
| 大人ダカラ                                  | 2018年9月24日 | クェルセチン配糖体を含有する特定保健用食品 |
| DAKARAミネラル 濃縮タイプ                   | 2020年 4月7日 | 水で薄める濃縮タイプのスポーツドリンク。 |
| DAKARA PRO                                  | 2021年        | 法人向け限定品。 |
| DEKARA                                      | 2022年7月5日  | デカビタCとコラボレーションした製品。セブン&アイグループ限定だったが、 2023年7月11日に全業態に販路を拡大して数量限定で再発売。 |
| ダカラ Wビタミン                            | 2022年9月13日 | ビタミンCとビタミンB6を配合した製品 |
| ファミマル DAKARAスーパーサイダーファイバー | 2023年4月25日 | ファミリーマートのプライベートブランド・ファミマルとのコラボレーション商品で、ファミリーマート限定品。 |
| DEKARA PRO                                  | 2023年5月30日 | 「DEKARA」第2弾として、乳酸菌と食物繊維が追加配合された製品。 |

## 広報
初期は小便小僧が登場するCMが展開されており、彼らの声を津田寛治、高尾晃市、せいじろうが当てた。また、奥田民生とYO-KINGによるユニット「O.P. KING」の楽曲や、ヒューイ“ピアノ”スミス＆ザ・クラウンズの『ドンチュー・ジャスト・ノウ・イット』がコマーシャルソングとして採用されていた時期もあった。俳優の松田翔太はCMプラナー・吉兼啓介との対談の中で、90年代後半から2000年代初頭のCMにおける言葉に面白みを持たせた例としてこの小便小僧のCMを挙げており、無表情で「可及的速やかに対応すべきだよね。」といったセリフを放つ様子が好きだったと述懐しており、吉兼も同意している。
2008年4月から2012年5月までは天海祐希を起用したCMが展開された。うち、2008年から2010年までは「余分三兄弟」との掛け合いを主としていた。この余分三兄弟は「脂肪・糖分・塩分」を擬人化したキャラクターであり、それぞれ秋田宗好（糖分）・ 櫻井章喜（脂肪）・高谷基史（塩分）が演じた。2009年12月には「宴会篇」で用いられた楽曲『「余分だけど、ラブ」 〜DAKARA宴会篇CMソング〜』が着うたとして配信された。
2010年4月の「新・三兄弟？」からは、「余分三兄弟」の演者が ダチョウ倶楽部に交代となった。